# Jella Lepman
Jella Lepman (* 15. Mai 1891 in Stuttgart als Jella Lehmann; † 4. Oktober 1970 in Zürich) war eine deutsche Journalistin, Autorin und Übersetzerin und die Gründerin der Internationalen Jugendbibliothek in München.

## Leben

### Kindheit und frühe Jahre bis 1933
Jella Lehmann wurde als Tochter des Kaufmanns und Fabrikanten Josef Lehmann (1853–1911) und seiner Ehefrau Flora geb. Lauchheimer (1867–1940) in Stuttgart geboren. Sie hatte zwei Schwestern und wuchs in einem gutbürgerlichen, vom liberalen Judentum geprägten Elternhaus auf. Durch die Schwester ihrer Mutter war sie eine Kusine des Soziologen Max Horkheimer. Nach der Schulzeit am Königin-Katharina-Stift verbrachte sie ein Jahr in einem Schweizer Internat in Lutry bei Lausanne.
Im Jahr 1913 heiratete sie Gustav Horace Lepman (1877–1922), den Sohn eines deutschstämmigen Amerikaners und Teilhaber einer Bettfedernfabrik in Feuerbach. Aus der Ehe gingen zwei Kinder hervor (Anne-Marie geb. 1918, Günther geb. 1921). Gustav Lepman kämpfte während des Ersten Weltkriegs als deutscher Offizier in Frankreich. Er überlebte den Krieg, starb jedoch 1922 an den Folgen seiner Kriegsverletzungen. Er hinterließ eine Lebensversicherung von 100.000 Reichsmark, die durch die Inflation jedoch schnell an Wert verlor. Lepman schrieb dazu später: „Doch zumindest war ich jung. Ich konnte arbeiten und mir ein neues Leben aufbauen.“
Lepman, die bereits als Jugendliche mit dem Schreiben begonnen hatte, fing als erste weibliche Redakteurin beim liberalen Stuttgarter Neuen Tagblatt an. Sie schrieb gesellschaftspolitische Beiträge und etablierte 1927 die Beilage „Die Frau in Haus, Beruf und Gesellschaft“. Daneben veröffentlichte sie ihr erstes Kinderbuch (Der verschlafene Sonntag, 1927) und ein Theaterstück für Kinder (Der singende Pfennig, 1929). Sie trat der Deutschen Demokratischen Partei (DDP) bei, in der sie führend in der Frauengruppe tätig war. 1929 kandidierte sie an der Seite von Theodor Heuss erfolglos für den Deutschen Reichstag.

### Exil
Mit der Machtübernahme der Nationalsozialisten 1933 verlor Jella Lepman als Jüdin ihre Festanstellung. Bis 1935 wurde sie noch als freie Mitarbeiterin beschäftigt. 1936 emigrierte sie mit ihren beiden Kindern über Italien nach England, wo sie acht Jahre als staatenlose Einwanderin leben sollte. Während ihre Kinder in Internaten untergebracht waren, schlug sie sich mit journalistischen und schriftstellerischen Arbeiten durch. Sie arbeitete als Sekretärin für Anita Warburg, die in London die Emigrationsabteilung der jüdischen Hilfsorganisation Woburn House leitete und Kindertransporte organisierte. Im Auftrag von Olga Schnitzler kopierte Lepman 1938 an der Cambridge University Library Manuskripte aus Arthur Schnitzlers Nachlass. Später arbeitete sie für die BBC und den US-amerikanischen Sender ABSIE (American Broadcasting Station in Europe). Ein Kinderbuchprojekt platzte, sie zog einige Male um oder kam bei Freunden unter. Zwischendurch hielt sie sich als Haushälterin über Wasser. 1943 veröffentlichte sie unter dem Pseudonym Katherine Thomas das Buch Women in Nazi Germany, das den Alltag von Frauen und die politische Entwicklung in Deutschland seit dem Ersten Weltkrieg beschreibt.

### Nachkriegszeit

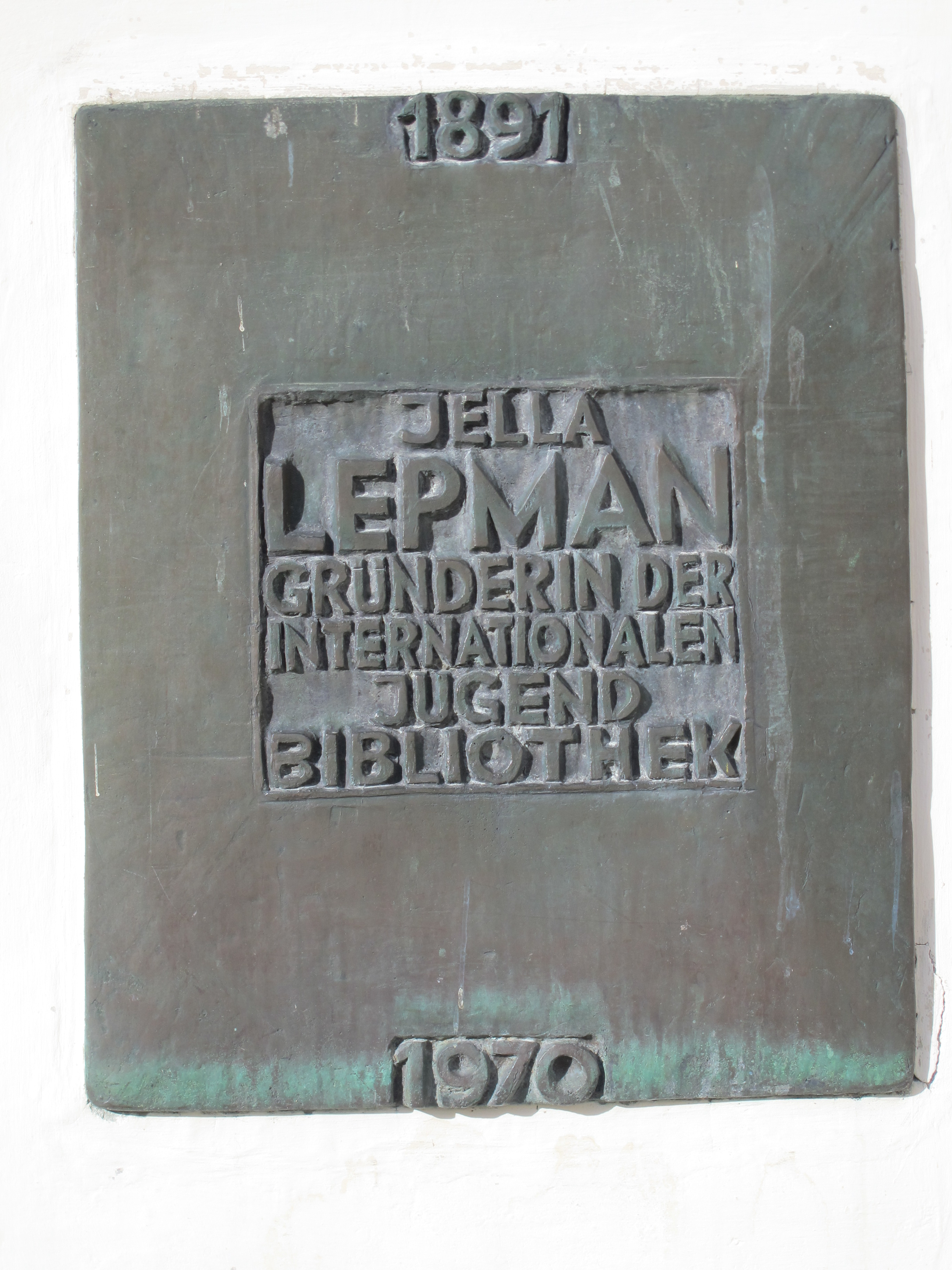
Gedenktafel für Jella Lepman an der Internationalen Jugendbibliothek im Schloss Blutenburg

Nach Ende des Zweiten Weltkriegs 1945 kehrte sie als Beraterin der US-Armee für Frauen- und Jugendfragen im Rahmen des „Reeducation“-Programms der amerikanischen Militärregierung nach Deutschland zurück, wo sie zunächst in Bad Homburg, dann in München wohnte. Da sie überzeugt war, dass man beim Wiederaufbau Deutschlands die Hoffnung vor allem in die Kinder zu setzen habe und dass Bücher das beste Mittel seien, um die deutschen Kinder zu Weltoffenheit, Toleranz und Friedensliebe zu erziehen, konzentrierte sie einen erheblichen Teil ihrer Arbeit auf die Förderung der Kinder- und Jugendliteratur. Sie organisierte 1946 die internationale Ausstellung „Das Jugendbuch“, die im Haus der Kunst in München eröffnet wurde und anschließend an vielen Orten, u. a. in der Württembergischen Landesbibliothek in Stuttgart, im Frankfurter Städel und im Amerika-Haus (Berlin) zu sehen war.
Von 1946 bis 1948 war sie stellvertretende Chefredakteurin der Illustrierten Heute, die von der US-Militärregierung herausgegeben wurde. 1948 gründete sie die „Vereinigung der Freunde der Internationalen Jugendbibliothek“, der u. a. Erich Kästner und Hildegard (Hamm-)Brücher angehörten und die zur Trägerin der von Lepman gegründeten Internationalen Jugendbibliothek wurde. Diese wurde am 14. September 1949 in München im Geiste der Völkerverständigung nach dem Vorbild der amerikanischen Public Children‘s Libraries eröffnet. Als Assistentin stellte sie 1950 die Übersetzerin Maria Wolff (später Stadelmayer) ein. 1951 organisierte sie den internationalen Kongress „International Understanding through Children’s Books“ und regte dabei ein Internationales Kuratorium für das Jugendbuch an, das 1953 in Zürich als International Board on Books for Young People (IBBY) gegründet wurde. Auf dem Kongress konnte sie internationale Gäste wie José Ortega y Gasset, Lisa Tetzner, Fritz Brunner, Emil Oprecht, Hans Rabén und Luise Rinser begrüßen. Weiterhin initiierte sie 1956 den Hans-Christian-Andersen-Preis und gründete die Zeitschrift „Bookbird“. Bis 1957 war sie Direktorin der Internationalen Jugendbibliothek, die mittlerweile weltweit die größte Bibliothek für internationale Kinder- und Jugendliteratur ist.
Anschließend zog sie nach Zürich, wo enge Freunde lebten. Dort starb sie 1970 im Alter von 79 Jahren, für ihr Umfeld überraschend, an Krebs. Sie fand ihre letzte Ruhestätte auf dem Zürcher Friedhof Enzenbühl an der Forchstraße. Das Grab ist inzwischen geräumt worden.

## Schriftstellerisches Wirken
Jella Lepman schrieb seit den 1920er-Jahren mehrere Kinderbücher und gab Sammlungen von Kindergeschichten heraus, darunter die mehrbändige Sammlung von Gutenachtgeschichten, die sie über Jahre zusammengetragen hatte. Ihre Bücher wurden in zahlreiche Sprachen übersetzt. Neben ihren eigenen Kinderbüchern regte sie Erich Kästner zu seiner Friedensparabel „Die Konferenz der Tiere“ an.
Über die Gründung der Internationalen Jugendbibliothek berichtete Jella Lepman in ihrem Lebensbericht Die Kinderbuchbrücke.

## Ehrungen
1957 erhielt sie das Bundesverdienstkreuz 1. Klasse.
1969 wurde Jella Lepman die Goethe-Plakette des Hessischen Kultusministeriums verliehen. Gleichzeitig wurde sie von der Johann Wolfgang Goethe-Universität Frankfurt am Main öffentlich geehrt. Dies hatte ihre Wegbegleiterin und Unterstützerin Hildegard Hamm-Brücher, zu diesem Zeitpunkt Staatssekretärin im Hessischen Kultusministerium, organisiert.
Zum 100. Geburtstag von Lepman veranstaltete die Internationale Jugendbibliothek einen Festakt und zeigte eine Jella Lepman-Gedächtnisausstellung. Das International Board on Books for Young People vergibt die Jella Lepman-Medaille an Personen, die sich um die Institution verdient gemacht haben.
In München sind eine Straße, eine städtische Kindergartenstätte im Stadtbezirk Berg am Laim und seit 1983 der große Saal im Schloss Blutenburg, das mittlerweile die internationale Jugendbibliothek beherbergt, nach ihr benannt. In Stuttgart wurde 1999 eine Straße nach ihr benannt. Auch für einen Sitzungsraum in der Stadtbibliothek am Mailänder Platz ist sie Namensgeberin.
Im September 2024 wurde angekündigt, dass die preisgekrönte Kindbuchautorin Katherine Paterson ein Sachbilderbuch mit Illustrationen von Sally Deng und mit Unterstützung von Claudia Lepman-Logan über den Lebensweg von Jella Lepman und die Gründung der Internationalen Jugendbibliothek geschrieben hat, das im Februar 2025 auf Englisch erscheinen wird.

## Werke
- Die Kinderbuchbrücke. Hrsg. Internationale Jugendbibliothek. Vorwort von Christiane Raabe, Nachwort von Anna Patrucco Becchi. München, Verlag Antje Kunstmann, 2020, ISBN 978-3-95614-421-9
  - Un Puente de Libros Infantiles. Creotz 2017. ISBN 978-84-941473-8-8
  - Oerini Chaekui Dali. Übers. von Sun-Ah Kang. Nami Books, Seoul, 2015. ISBN 978-89-966836-6-7
  - Jia qi er tong tu shu de qiao liang. Zhongguo shao nian er tong chu ban she, Beijing, 2006. ISBN 978-7-5007-8080-9
  - Kodomo no hon wa sekai no kakehashi. Übers. von Morimoto Manami. Kogumasha, Tokyo, 2002. ISBN 978-4-7721-9037-4
  - A Bridge of Children's Books. Übers. von Edith McCormick, Vorwort von Mary Robinson. The O’Brien Press, Dublin, 2002, ISBN 0-86278-783-1
  - A Bridge of Children's Books. Übers. von Edith McCormick, Vorwort von J.E. Morpurgo. Leicester: Brockhampton Press; American Library Association, New York 1969. ISBN 0-340-03205-7
- Kinder sehen unsere Welt – Texte und Zeichnungen aus 35 Ländern. Gesammelt und hrsg. von Jella Lepman. Ullstein, 1971. ISBN 978-3-550-07766-1
  - Come i bambini vedono il mondo. Übers. von Amina Pandolfi. Garzanti, Milano 1972.
  - How children see our world: words and pictures from thirty-five countries. Übers. von Heide Dugall, Gestaltung: Dietmar Meyer and Frank Curcio. Avon Books, New York 1975. ISBN 978-0-380-00529-1
- Der verhaftete Papagei: die schönsten Gute Nacht Geschichten. Neueste Folge. Hrsg. by Hansjörg Schmitthenner, Ull. von Jutta Kirsch-Korn. Ullstein, Berlin 1963. ISBN 978-3-548-12534-3
- Die Katze mit der Brille – Die schönsten Gutenachtgeschichten. Gesammelt von Jella Lepman, hrsg. von Hansjörg Schmitthenner. Ill. von Regina Ackermann-Ophüls. Europa-Verlag, Zürich, Bd. 1, 1951; Bd. 2, 1959. Lizenzausg. Zeitverlag Bucerius, Hamburg 2006. ISBN 978-3-938899-02-1
- Wer ist Lux? Eine Detektivgeschichte für die Jugend. Ill. von Paul Flora. Ensslin & Laiblin, Reutlingen 1950.
- Das Geheimnis vom Kuckuckshof – Eine Detektivgeschichte aus dem Schwarzwald. 1. Auflage London, John Murray, London 1942.
- Der verschlafene Sonntag. Ill. von Hermann Gradl. W. Hädecke, Stuttgart 1927. Facsimile edition: Bröstler, Marktheidenfeld 1992. ISBN 978-3-927439-11-5